# Diana Cozma
Diana Cozma (n. 5 decembrie 1962, Cluj, România) este actriță, scriitoare, traducătoare, conf. univ. dr. habil. la Facultatea de Teatru și Film din cadrul Universității Babeș-Bolyai din Cluj-Napoca, membră a Uniunii Scriitorilor din România.

## Biografie
Diana Cozma urmează cursurile liceului de filologie-istorie Ady-Șincai din același oraș, apoi cursurile Facultății de Filologie, specializarea Limba și literatura română – Limba și literatura engleză din cadrul Universității Babeș-Bolyai din Cluj, pe care le absolvă în 1988. În perioada facultății face parte din trupa de teatru Ars Amatoria și fiii condusă de criticul literar Ion Vartic,  alături de Ioan Gyuri Pascu, Adelina Groșan, Lucian Ștefănescu, Mircea Țicudean. Tot din timpul facultății, 1986, se angajează ca actor-păpușar la Teatrul de Păpuși Cluj, teatru pe care îl va conduce ca director în perioada 1990-1994 și căruia îi va schimba numele în Teatrul de Păpuși Puck. În 1995 își ia licența în Artă teatrală, specializarea Actorie. În 1998 este angajată ca asistent universitar la Universitatea Babeș-Bolyai, Facultatea de Litere, Catedra de Teatru. Din 2007 și până în prezent este conferențiar universitar la Facultatea de Teatru și Film din cadrul aceleiași universități. În anul 2005 își susține teza de doctorat intitulată Dramaturgia europeană privită prin prisma celor patru categorii teatrale ale lui Peter Brook. Între 2009 și 2017 predă cursuri și în cadrul Facultății de Științe Politice, Administrative și ale Comunicării, Departamentul de Jurnalism. În 2017 susține teza de abilitare Dramaturgia acțiunilor scenice și obține Atestatul de abilitare în domeniul de studii universitare de doctorat Teatru și artele spectacolului și în același an se afiliază  Școlii doctorale de Teatru și Film din cadrul Universității Babeș-Bolyai. În perioada 2011-2012 este directoarea proiectului Zilele Odin - pentru o cultură a schimbării care i-a avut ca invitați pe Eugenio Barba și Odin Teatret din Holstebro, Danemarca și s-a desfășurat în Cluj-Napoca, organizator Asociația Spin Work Cluj-Napoca.
Din 1990 participă la numeroase workshopuri, stagii, seminarii, master class-uri internaționale (Odin Teatret, Holstebro, Danemarca; The Workcenter of Jerzy Grotowski and Thomas Richards, Pontedera, Italia; Na Grobli Institute, Wroclaw, Polonia; Centrul de Cercetare Teatrală Arsenic, Lausanne, Elveția; Internationalen Theaterwerkstatt, Wansee Forum, Berlin, Germania; Amsterdam Summer University, Olanda; Dimitri Institute, Verscio, Elveția) conduse de Eugenio Barba, Ludwik Flaszen, Thomas Richards, Mladen Materic, Jean-Jacques Harri, Cristina Wistari Formaggia, Yves Marc.  În cadrul acestor stagii explorează practic tehnici fundamentale ale artei actorului precum: dramaturgia actorului, montajul care se adresează concomitent percepției performerului și spectatorului, tehnica abandonului, seria organică a acțiunilor fizice și vocale, muzicalitatea mișcării corporale, antrenamente corporal-vocale, tehnici de concepere, scriere și interpretare a unei scene. Joacă în peste 40 de roluri în spectacole de teatru, spectacole de teatru de păpuși și filme cu care participă în festivaluri de teatru naționale și internaționale. În filmul Undeva, în Est (1991) regizat de Nicolae Mărgineanu, Centrul Cinematografic Buftea, joacă rolul „Învățătoarea”.

## Despre dramaturgie
Din 1998, Diana Cozma își intensifică cercetările asupra noțiunii de dramaturgie. Pe de o parte, este preocupată de ipostaza dramaturgului ca și practician al scenei, adică de textul dramatic elaborat de dramaturg - în calitatea sa de unic autor al textului dramatic - în timpul repetițiilor cu actorii și, uneori supus modificărilor, în funcție de reacțiile spectatorilor. În acest sens, dedică studii asupra dramaturgiei concepute de William Shakespeare, Moliere, Carlo Gozzi, Alfred Jarry, Eugene Ionesco, Samuel Beckett. Pe de altă parte, întreprinde cercetări riguroase asupra dramaturgiei lui Eugenio Barba care tratează dramaturgia ca munca acțiunilor scenice și identifică trei nivele de organizare a acesteia: dramaturgia actorului, dramaturgia narativă și dramaturgia evocativă din care face parte și dramaturgia spectatorului. În cartea ei, Eugenio Barba și mărul de aur, Diana Cozma elaborează, în detaliu, dramaturgia spectatorului.

## Cărți și traduceri
În 2005, Diana Cozma publică primele ei două cărți, care sunt segmente din teza ei de doctorat: Dramaturgul-practician și Experimentul homo felix – un studiu shakespearian, postfață de Cornel Ungureanu, la Editura Casa Cărții de Știință, Cluj-Napoca, iar în 2006 obține Premiul pentru Debut – Eseu al Uniunii Scriitorilor din România, Filiala Cluj pentru Dramaturgul-practician. În 2007 îi apare cartea Teatrul înlănțuit. Eseu despre teatrul lui Jerzy Grotowski la aceeași editură clujeană. Urmează o perioadă în care se dedică muncii de traducere și astfel între 2008-2012 i se publică următoarele cărți traduse din limba engleză: Eugenio Barba, Casa în flăcări – despre regie și dramaturgie , București, Editura Nemira, Colecția Yorick, 2012; ediția a II-a, 2013; Eugenio Barba, Pământ de cenușă și diamant. Ucenicia mea în Polonia urmată de 26 de scrisori de la Jerzy Grotowski către Eugenio Barba, București, Editura Ideea Europeană, 2010; Yasmine Beverly Rana, Cinci piese de teatru, Cluj-Napoca, Editura Casa Cărții de Știință, 2008.
În septembrie-octombrie 2010 și februarie-martie 2011 participă în calitate de observator la repetițiile pentru spectacolul Viața cronică, dramaturgia și regia Eugenio Barba, Odin Teatret, Holstebro, Danemarca. În urma acestei cercetări scrie cartea Eugenio Barba și mărul de aur, publicată de Editura Ideea Europeană, București, 2013, apărută și în ediție e-book. În 2015 îi apare primul volum de proză scurtă,  Amor în violete, Cluj-Napoca, Editura Tribuna. În perioada 2016-2018 publică cărțile: Lasă-ți bocancii, afară! (monologuri dramatice), prefață de Cornel Ungureanu, Editura Școala Ardeleană & Eikon, Cluj-Napoca, 2018; Dansul efemer al acțiunilor actorului, Cluj-Napoca, Editura Presa Universitară Clujeană, 2016; Tehnici fundamentale de creație scenică, curs universitar, Cluj-Napoca, Editura Presa Universitară Clujeană, 2016. În 2021 publică prima carte în limba engleză, Eugenio Barba and the Golden Apple: Witnessing Odin Teatret's Rehearsals, foreword by Eugenio Barba, Gloucester, The Choir Press.

## Alte activități
Publică articole, studii, eseuri, traduceri, interviuri, proze, texte dramatice în reviste de cultură: Contemporanul, Orizonturi culturale italo-române, Tribuna, E-Creator. Susține conferințe pe teme de specialitate și conduce workshopuri în Cluj-Napoca, România, Chicago, Illinois, SUA și Lexington, Virginia, SUA. Activitatea ei artistică este consemnată în peste 150 de articole, recenzii, cronici, interviuri în țară și străinătate și este cuprinsă în numeroase antologii și dicționare.

## Premii
Pentru munca ei de cercetare reflectată în cărțile publicate și pentru activitatea ei profesională obține premii, distincții, nominalizări, printre care:
- 2013, Premiul Teodor Boșca pentru Traduceri al Uniunii Scriitorilor din România, Filiala Cluj pentru Casa în flăcări – despre regie și dramaturgie de Eugenio Barba
- 2006, Premiul pentru Debut – Eseu al Uniunii Scriitorilor din România, Filiala Cluj pentru Dramaturgul-practician
- 2001, Premiul pentru Cel Mai Bun Spectacol de Grup cu spectacolul Englezește fără profesor, Universitatea de Arte George Enescu Iași
- 2001, Premiul pentru Cel Mai Bun Spectacol cu spectacolul Englezește fără profesor, Universitatea Hyperion București
- 1996, Nominalizare la Premiul pentru Cea Mai Bună Actriță, pentru rolul Winnie din spectacolul Zile fericite de Samuel Beckett, regia Radu Teampău, Gala Tânărului Actor Costinești.